# Damaeolus ornatissimus
Damaeolus ornatissimus är en kvalsterart som beskrevs av Csiszár 1962. Damaeolus ornatissimus ingår i släktet Damaeolus och familjen Damaeolidae. Inga underarter finns listade i Catalogue of Life.